# Kuronsko

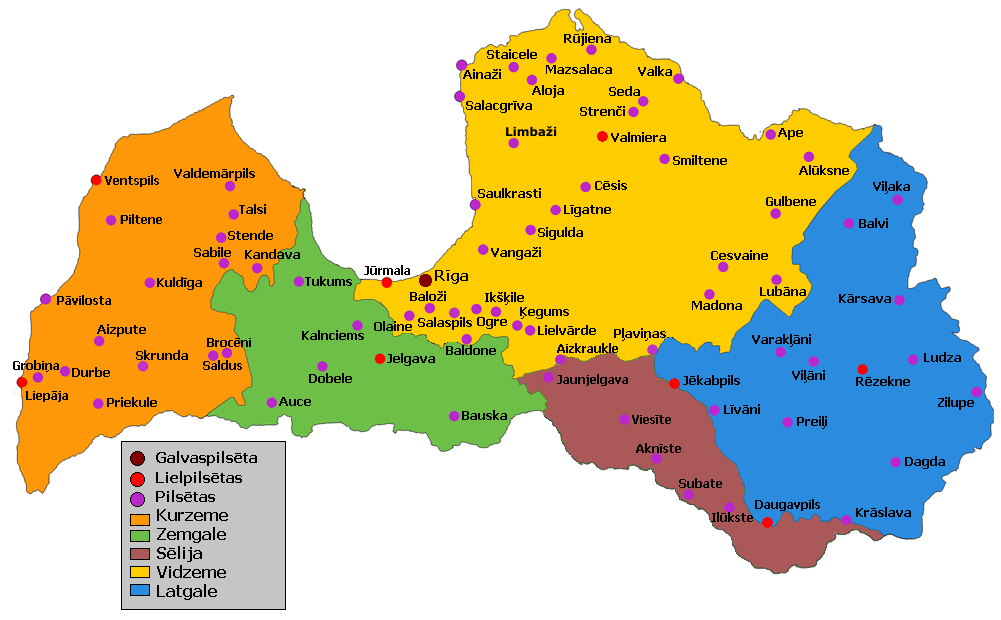
Historické země Lotyšska
Kuronsko
Latgalsko
Vidzemsko
Zemgalsko
Sélsko

Kuronsko (lotyšsky: Kurzeme; německy: Kurland; litevsky: Kuršas; polsky: Kurlandia, latinsky: Curonia) je historické území v Pobaltí. Leží jihozápadně od Rižského zálivu u Baltského moře.
Je jednou z pěti kulturně-historických lotyšských zemí, zmíněných i v lotyšském zákoně.

## Historie
Původně bylo území osídleno baltskými Kury, kteří byli do roku 1237 podmaněni Mečovým řádem, a Kuronsko bylo poté součástí území Řádu německých rytířů. Během livonské války 1558–1583 v souvislosti s úpadkem moci Řádu německých rytířů vzniklo roku 1561 Kuronské vévodství, dědičné v rodu posledního velmistra livonského řádu (1559–1561) Gotharda Kettlera a v lenní závislosti na Litevském velkoknížectví, od roku 1569 na Republice obou národů. V letech 1596–1617 bylo vévodství rozděleno na Kuronské a Zemgalské (na východě při Západní Dvině). V 17. století se načas stalo koloniální mocností: Kuronsku náleželo Tobago a malé území v Gambii.

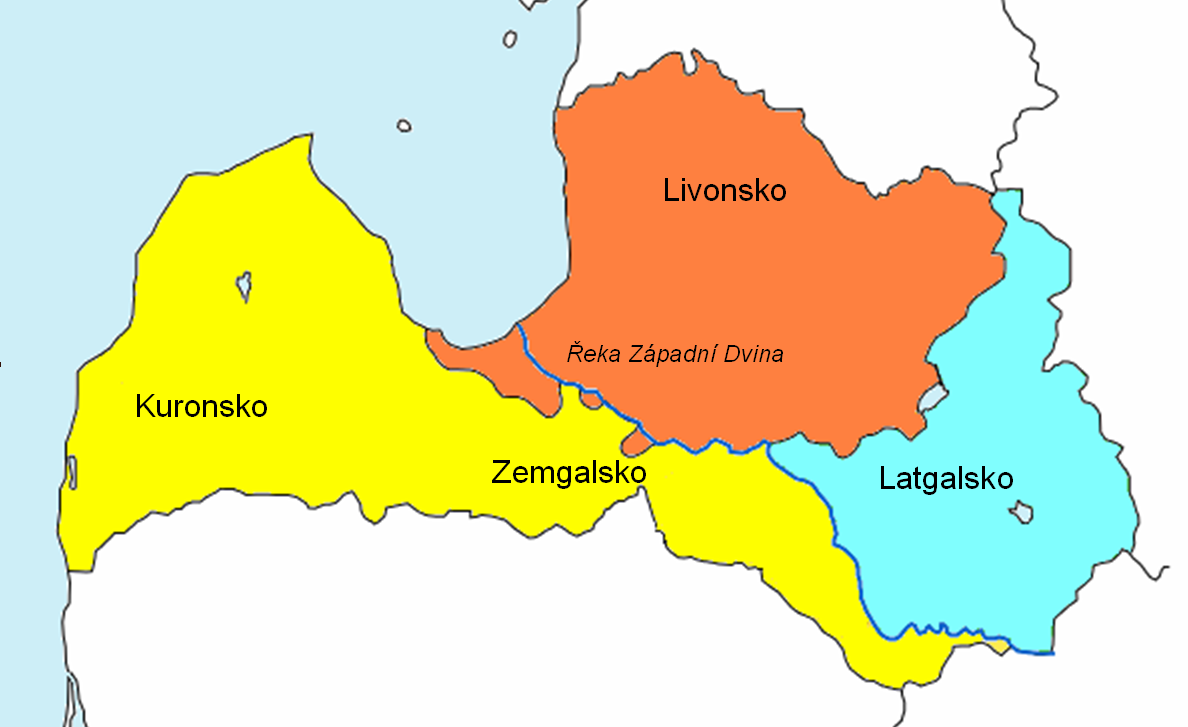
Historické regiony dnešního Lotyšska

Kuronsko a zemgalské vévodství v roce 1740

Během Severní války (1700–1721) obsadila Kuronsko švédská a ruská vojska a po jejím skončení se vévodství dostávalo stále více pod ruský vliv, ale formálně bylo k Rusku připojeno až po třetím dělení Polska roku 1795 jako Kuronská gubernie (27 286 km²). Petr Biron (otec kněžny Kateřiny Zaháňské) abdikoval za odstupné 2 000 000 rublů a roční apanáž 25 000 dukátů od Kateřiny Veliké. Hlavním městem zůstala Mitava (dnes Jelgava).
V době první světové války v letech 1915–1918 bylo okupováno Německem, a poté se Kuronsko stalo součástí Lotyšska (1940–1990, následně Lotyšské SSR v rámci Sovětského svazu).
V současné Lotyšské republice už nejsou historická území samosprávnými celky ani stupni státní správy. Odráží je pouze struktura soudní moci. Sídlem Kuronského oblastního soudu je největší kuronské město Liepāja.

## Geografie a klima
Nachází se v západním Lotyšsku. Poloha Kuronska odpovídá přibližně bývalým lotyšským okresům Kuldīga, Liepāja, Saldus, Talsi, Tukums a Ventspils. Krajina má obecně nízký a zvlněný charakter s plochými a bažinatými pobřežními oblastmi. Vnitřní část území je pokryta dunami a zalesněna borovicemi, smrky, břízami a dubem, s bažinami a jezery a úrodnými skvrnami mezi nimi. Nadmořská výška nikdy není vyšší než 213 m nad hladinou moře. Jelgava rozděluje Kuronsko do dvou částí: západní, která je plodná a hustě osídlena a východní, která je méně úrodná a řídce obydlená. Kuronskem protéká přibližně sto řek, ale pouze tři z těchto řek – Daugava, Lielupe a Venta – jsou splavné. Všechny řeky se vlévají do Baltského moře .
Díky četným jezerům a bažinám má Kuronsko vlhké, často mlhavé a proměnlivé podnebí a zimy jsou chladnější.

## Seznam vévodů
Kettlerové:
- Gothardt (1561–1587)
- Fridrich (1587–1639),
- Jacob (1639–1682),
- Bedřich Kazimír (1682–1698),
- Fridrich Wilhelm (1698–1711), poté (1711–1730) manžel Anny Ivanovny

Anna Ivanovna (neteř Petra Velikého), která se roku 1730 stala ruskou carevnou (do 1740), a posléze (1730–1737)
Ferdinand – byl roku 1737
Bironové:
- Ernst Johann
- Petr
- Karel Ernest